# Оскар Пфистер
Оскар Пфистер (на немски: Oskar Pfister) е швейцарски пастор, протестант и лаик-психоаналитик.

## Биография
Роден е на 12 февруари 1873 година във Виедикон, Швейцария. Изучава теология, философия и психология в университета в Цюрих и Базел и получава степента си през 1898 във философски факултет. Впоследствие става министър във Валд, Швейцария, където остава до 1920.
Пфистер е запомнен с работата си, включваща приложение на психоанализата в дисциплини на обучението и неговата вяра в синтез, засягащ психологията и теологията. Той е пионер на модерната швейцарската психология и принадлежи на психоаналитичен кръг в Цюрих, който е центриран около Ойген Блойлер и Карл Юнг. През 1919 формира Щвейцарско общество за психоанализа. Макар психиатъра Емил Оберхолцер да основава отделно Швейцарско медицинско общество за психоанализа през 1928, Пфистер остава с групата, с която е започнал, защитавайки позицията на Зигмунд Фройд за лаическата анализа, която групата на Оберхолцер отхвърля.
Пфистер е ранен сътрудник на Фройд и поддържа нарастваща кореспонденция с него между 1909 и 1939. Пфистер вярва, че теологията и психологията са съвместими дисциплини и защитава концепцията за „Християнският Ерос“. Той по-специално се интересува от концепциите на Фройд за Едиповия комплекс, кастрационната тревожност и инфантилната сексуалност. Пфистер предлага прекратяването на страха в религията и защитава завръщането на фундаменталните учения на Исус Христос.
Умира на 6 август 1956 година в Цюрих на 83-годишна възраст.

## Избрани творби
- Psychoanalysis & Faith: the Letters of Sigmund Freud & Oskar Pfister (1909 – 39)
- The Psychoanalytic Method; Payne, Charles Rockwell (Translator), 1917